# Audience of One
«Audience of One» es una canción de la banda estadounidense de hardcore punk Rise Against, lanzado a través de Interscope Records el 3 de marzo como su segundo sencillo de su quinto álbum de estudio Appeal to Reason (2008). La canción ha alcanzado el número cuatro en la lista Billboard Alternative Songs, "Audience of One" es el tercer sencillo más alto en las listas de éxitos de Rise Against, detrás del sencillo anterior de Appeal to Reason, "Re-Education (Through Labor)", que alcanzó el puesto número tres y el tercer sencillo "Savior".

## Lanzamiento
A mediados de octubre de 2008, la estación de radio KROQ de Los Ángeles comenzó a reproducir "Audience of One". Se anunció que su video se filmaría con el director Brett Simon el 9 de diciembre. El 15 de enero de 2009, el video de "Audience of One" se estrenó en MySpace. La canción impactó en la radio el 20 de enero. El sencillo fue lanzado en CD y vinilo de 7 "el 3 de marzo de 2009 en el Reino Unido.

## Video musical
El video musical presenta a un niño de ocho años que se parece a George W. Bush jugando con un mundo en miniatura y, a lo largo del video, el niño juega con objetos que representan los altos precios de la gasolina, la guerra en Irak, el funeral de un soldado, prisión de Abu Ghraib, la devastación del huracán Katrina, la deforestación, las ejecuciones hipotecarias, el matrimonio igualitario y la inmigración ilegal antes de acostarse en la Casa Blanca. También presenta a Rise Against actuando en un jardín en miniatura de la Casa Blanca, que el niño rompe antes del final del video.

## Lista de canciones
| N.º | Título                                     | Duración |  |
| 1.  | «Audience of One»                          | 4:05     |  |
| 2.  | «Tour Song» (En vivo, cover de Jawbreaker) | 3:16     |  |